# Base aérienne 140 Blida
La base aérienne 140 Blida était un site opérationnel de l'Armée de l'air française, situé sur le territoire de la ville de Blida, en Algérie française.
Elle était active de 1930 à 1962.

## Histoire

### Durant laSeconde Guerre mondiale
La base de Blida est utilisée par la RAF et l’USAAF. Elle est notamment le point de départ de nombreux vols de ravitaillement pour les maquis français.

### Après laSeconde Guerre mondiale
Elle reçoit des avions MD 311/315 Flamant à partir de 1952.

### Pendant la Guerre d'Algérie
Inexistantes durant la Seconde Guerre mondiale, les brigades de recherche et de contre-sabotage (BRCS) font leur apparition pendant la guerre d’Indochine, conflit au cours duquel une partie de la population civile prend fait et cause pour les Vietnamiens, ce qui engendre un risque de sabotage ou d’attaque extérieure.
Quatre BRCS sont créées en Indochine : au nord, sur les bases aériennes de Bach-Maï et Cat B1 ; au sud, sur celles de Bien Hoa et Tan Son Nhut et elles vont encourager le commandement militaire à poursuivre l’expérience en Algérie. Le 28 mai 1956, après accord du gouvernement général, le général commandant l’Air en Algérie charge le chef de la Sécurité Air de la 5e Région aérienne, le lieutenant-colonel Émile Andrès, de créer 2 unités de ce type sur les bases de Maison-Blanche et de Télergma, puis sur la base de Blida, entre mars et septembre 1957, par le lieutenant Jacques Delmas, son officier de sécurité.
Son successeur est le capitaine Fernand Cassouret, chef en 1958, avec le sous-lieutenant Jean-Paul Aunis, adjoint en 1958, auxquels succède le Lieutenant Guy Lucien Phalip. Le 17 août 1957, une embuscade de la BCRS de Blida se heurte à un groupe de maquisards de l’ALN, six à sept fois supérieur en nombre. L’intervention rapide d’un autre groupe BCRS met fin à l’accrochage par un assaut à la grenade contre une maison fortifiée où s’était retranché l’ALN. Puis du 12 au 13 octobre 1959, un groupe « Action » de la même BCRS, accroché lors d’une embuscade à l’est de Beni Mered, doit à nouveau se dégager à la grenade.
Celle de Blida revendique 52 combattants ennemis tués au combat ou prisonniers et  met, du 6 mars au 17 avril 1961, à contribution l’ensemble des BCRS de la Mitidja (Blida, Boufarik, Maison-Blanche et La Reghaïa) lors de l’opération « Antoine », qui visait à l’élimination de Si Mohamed (Bounaama Djillali), successeur de Si Salah à la tête de la wilaya 4.
Trois bataillons de garde à trois compagnies des unités de fusiliers de l’air, d’un effectif théorique de 217 hommes, sont aussi centralisés à Blida, à partir de l'Opération Télémaque 1 de septembre 1955. Les hommes du rang sont des appelés ou des rappelés de l’armée de
l’air, les sous-officiers et officiers proviennent pour partie de l’armée de terre, jusqu’au début 1956. Ensuite, ils sont relevés par des cadres de l’armée de l’air. Puis les effectifs sont étoffés. En particulier avec les groupes de transport sollicités pour des missions opérationnelles variées, liées à l’évacuation des blessés vers la métropole, ou les commandos parachutistes de l’air, qui ont pour mission de compléter au sol les actions des appareils, créés le 12 mars 1956 par le secrétaire d’État aux forces armées « Air ». Leur nombre ne fut jamais très élevé, chaque unité ne dépassant pas 180 soldats et officiers et leur participation au putsch de 1961 entraîna leur dissolution immédiate.
La place centrale de cette base dans la logistique générale de l'armée en 1954-1962 est connue via le Fonds d'archives du général Raymond Clausse, commandant du GATAC n°2 en février 1961, puis commandant de l’aviation légère de l’armée de l’air en septembre 1961.

### Pendant le Putsch des généraux
Lors du Putsch des généraux, du 21 au 23 avril 1961, l'OAS veut imposer ses points de vue en divergence avec les appels du Général de Gaulle, qui  s'était résolu à accorder l'indépendance à l'Algérie en mettant en place une politique d'autodétermination. Les parachutistes du 1er REP de Hélie Denoix de Saint Marc tentèrent de s’emparer de la base et ses avions Noratlas afin d’envoyer des unités vers la France mais en furent empêchés par les appelés du contingent.
Le 20 avril à Blida, un avion s’est posé dans le noir, de nuit, en bout de piste où des voitures attendaient tous feux éteints. Des silhouettes ont surgi de la carlingue et se sont engouffrées dans les voitures, parties vers Alger, tandis que l’avion disparaissait dans la nuit, et que le lendemain, Radio Alger diffuse souvent la chanson de Salvador « Faut rigoler ». Une clé volée permet à des appelés d’entrer dans un baraquement en travaux, puis de peindre de grands slogans jaunes sur le noir de la chaussée sur le thème « Officier, obéis à ton chef, de Gaulle ». Le samedi 22 avril, Radio Alger diffuse un message interdisant de se réunir et même de commenter ces évènements, mais les soldats ont déjà participé à un vote, et quitté la réunion de consultation organisée par leur chef de poste. Puis la base se vide de ses militaires de carrière. Le soir un forum improvisé s’installe petit à petit, sur une place centrale du casernement. Faute d’informations, les nouvelles les plus contradictoires circulent, en particulier celle que les parachutistes casernés à Blida ont voulu envahir la base aérienne, sur ordre de leur commandement. Toutes les portes de la base sont alors fermées par les hommes de troupe du contingent, qui font barrage pour empêcher leur entrée, les obligeant à rester à l'extérieur des grilles. Des opérateurs de la tour de contrôle confirment que des parachutistes l’occupent et les appelés demandant leur expulsion. Le colonel commandant de base n’est pas là. Il est parti en France et c'est son second qui le remplace. Les appelés scandent "position" pour l'obliger à choisir son camp. Un adjudant chef sort des rangs en lui déclarant « Monsieur, j’ai fait l’Indochine, je suis père de cinq enfants, et je vous demande au nom de tous les jeunes présents ici de déterminer votre position ». Comme il tardait à répondre, ils le “destituent” et l'enferment. Des appelés arrivent en courant, pour signaler que « Les parachutistes occupent le parking ! », verrouillé par une immense porte cadenassée, qui cède sous la poussée de centaines de manifestants, ensuite tenus en joue par les parachutistes, qui après de longues palabres entre chefs ont fini par libérer les lieux et disparaitre dans la nuit. Les appelés sont ensuite montés dans les bâtiments rencontrer les soldats de l’AAMR, l'unité volante, composée de deux avions assurant le fret vers le sud du pays, d'une escadrille d'avions de chasse, de quatre hélicoptères et d'avions de reconnaissance équipés pour la photographie aérienne, les plus nombreux et réputés très combatifs, qui leur disent qu’il faut attendre car de Gaulle fera un discours.
Les loyalistes à de Gaulle demandent au commandant Joseph Kubasiak de prendre le commandement de la base. Jusque-là, ce dernier dirigeait l'AAMR et demandait à tous les officiers de se positionner clairement pour ou contre les putschistes, les favorables ou simplement attentistes étant renvoyés chez eux. Il assure l'intérim car commandant de l’AAMR a eu peu avant la jambe cassée quand un avion s’est écrasé au décollage en bout de piste puis a pris feu. Les appelés envoient un émissaire auprès des autorités, par avion. Peu avant son décollage, tous les chauffeurs de camions allèrent dégager la piste pour permettre son envol puis remirent rapidement en place toutes les remorques. Le pilote vola au ras de flots pour traverser la Méditerranée sans être repéré par les radars : le gouvernement reçut, enfin, des informations fiables sur la situation dans la région d'Alger et de Blida. Entre-temps, les parachutistes sont revenus, à l’extérieur de l’autre côté de la piste et Joseph Kubasiak ordonne « Si les parachutistes viennent, je ne veux pas qu’ils touchent à mes avions. Vous allez entourer les avions en vous donnant la main, en faisant la ronde ». Puis les appelés apprennent que toutes les autres bases aériennes et principalement Alger sont entrées en résistance dès le début du putsch. Lors de la visite du ministre de la Défense Pierre Messmer, le commandant Kubasiak est longuement ovationné par les appelés.
Les aviateurs du contingent sont ensuite consignés sur la base aérienne pour éviter qu'ils soient victimes d'attentats de l'OAS et ostracisés par une partie de la population pieds-noire, les commerçants refusant de les servir et les obligeant à faire leurs emplettes dans les magasins tenus par des Algériens de souche. Le  commandant Joseph Kubasiak fut mis aux arrêts de rigueur, même s'il n’avait fait qu'obéir aux ordres du gouvernement légal. Après une peine de prison d'un mois pour prise illégale de commandement, il fut mis en retraite anticipée et s'installa à Aix-en-Provence. Le 24 juin 1962, un commando de l'OAS l'a assassiné dans son jardin avec son beau-père, au couteau puis au pistolet, alors que des membres de la famille s'interposaient. Les hommes de son ancienne unité, hommes de troupe, sous-officiers et officiers lui ont rendu hommage à ses obsèques. Son acte de décès est revêtu de la mention "Mort pour la France". La brigade de recherche et de contre-sabotage (BRCS) de Blida est supprimée le 4 juillet 1962.

## Unités activées sur labase aérienne
La base abrite la 62e Escadre de transport à partir du mois d'août 1962 jusqu'au 1er avril 1964.